# 奧博列湖
55°32′14″N 26°42′41″E / 55.537222°N 26.711389°E
奧博列湖（白俄羅斯語：Аболе）是白俄羅斯的湖泊，位於布拉斯拉夫西南22公里，由維捷布斯克州負責管轄，海拔高度137米，長6.55公里、寬1.43公里，面積4.66平方公里，集水區面積739平方公里，湖岸線長度17.6公里，平均水深3.2米，最大水深9.2米。

## 外部連結
- Возера Аболе